# Alik Cavaliere
Alik Aldo Cavaliere (Roma, 5 agosto 1926 – Milano, 5 gennaio 1998) è stato uno scultore italiano, professore di scultura e direttore dell'Accademia di Belle Arti di Brera.

## Biografia

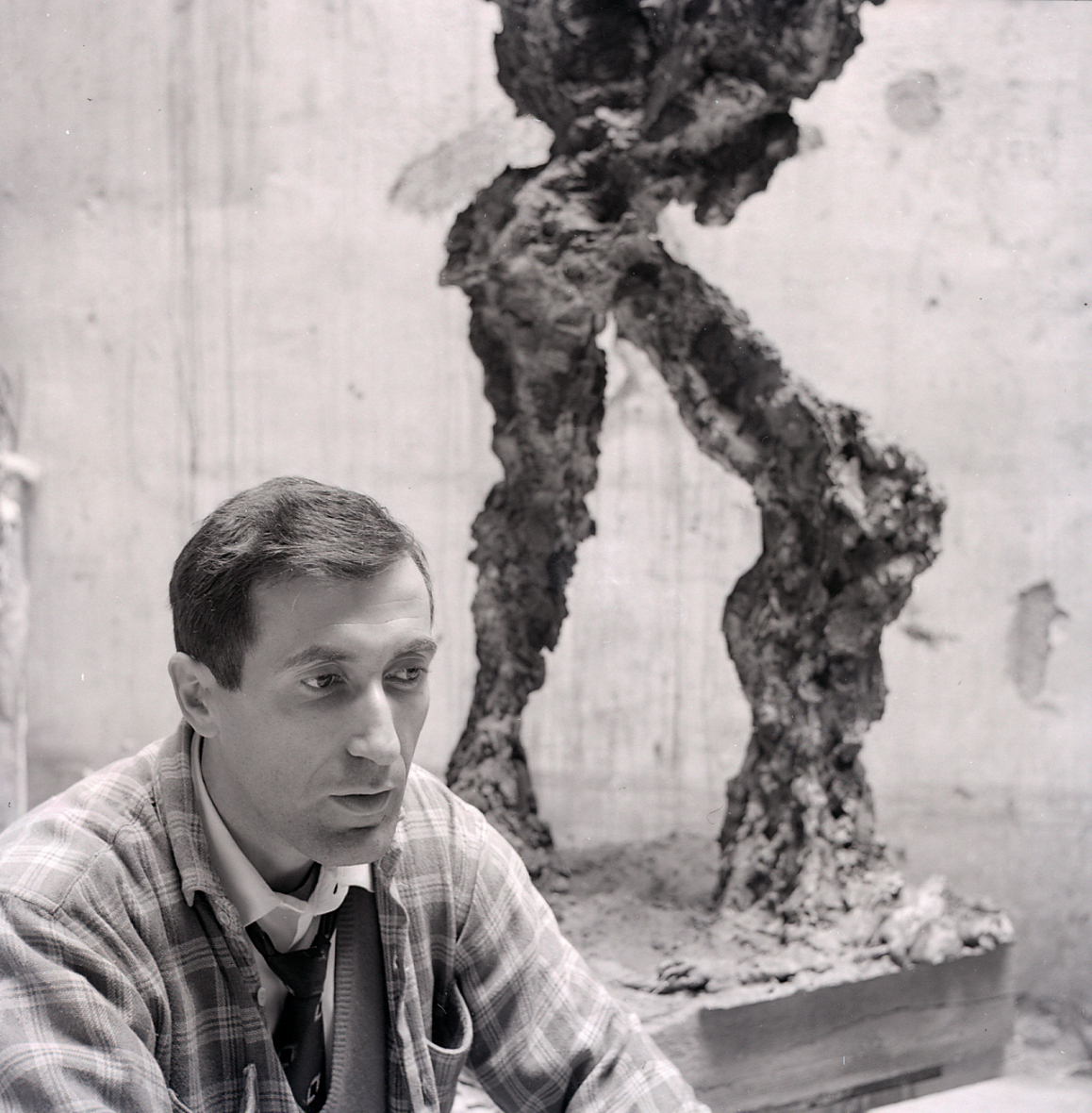
Alik Cavaliere in una foto di Paolo Monti del 1965.

Alik Cavaliere era figlio di Alberto Cavaliere, calabrese, chimico e poeta, e di Fanny Kaufmann, russa di religione ebraica, emigrata in Italia dopo la Rivoluzione Russa, scultrice.
Dopo avere trascorso parte dell'infanzia tra Roma e Parigi, si stabilì nel 1938 a Milano. Dopo il liceo si iscrisse all'Accademia di Belle Arti di Brera dove, nel 1942, fu allievo di Francesco Messina. In Accademia conobbe Giacomo Manzù, Achille Funi, Dario Fo, Bobo Piccoli e Marino Marini, di cui diventò prima l'assistente e poi il successore alla cattedra di Scultura.
La prima esposizione risale al 1945 durante una mostra collettiva di giovani artisti. La prima mostra personale invece si tenne nel 1951 presso la Galleria Colonna a Milano. Partecipò per quattro volte alla Biennale di Venezia: nel 1956, 1964, 1972 e 1986. Alla Biennale del 1964 poté esporre le sue opere in una sala personale.
Svolse la sua attività didattica per oltre trent'anni presso l'Accademia di Brera, di cui diventò anche direttore. Significativa la retrospettiva tenutasi a Milano nel 1992 a Palazzo Reale, intitolata "I luoghi circostanti", curata dal poeta e critico Guido Ballo: un ampio e organico itinerario di racconto e di ricerca sull'opera dello scultore.
È sepolto al Cimitero Monumentale. Il suo nome è iscritto al Famedio del medesimo cimitero.

## Opera artistica

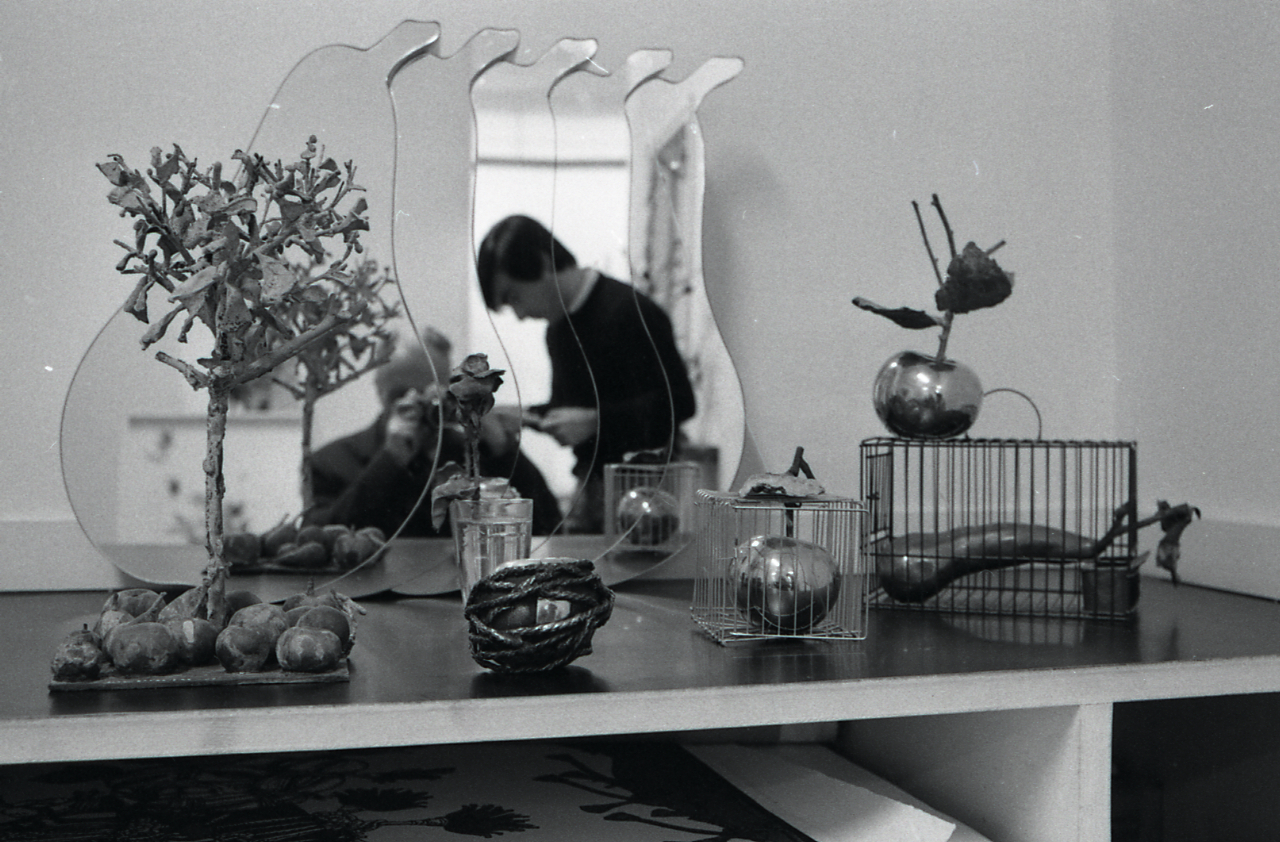
Opere di Alik Cavaliere fotografate nel 1970 sempre da Paolo Monti presso la Galleria de' Foscherari di Bologna

Artista originale e impossibile da definire, nel suo percorso di studio e ricerca ha costantemente inseguito nuove forme espressive, mediante l'uso delle tecniche scultoree, la manipolazione dei materiali e delle idee.
In oltre quarant'anni di attività, Alik Cavaliere ha utilizzato i materiali più eterogenei, muovendosi tra metalli tradizionalmente utilizzati in scultura come rame, bronzo, oro e argento, per passare a quelli meno tradizionali, acciaio, ghisa, ottone, similoro e piombo, per poi rivolgersi a plastiche, stoffe, legni, carte, fotografie, acqua e colori. E poi ancora, passando a porcellane, vetri, ingobbi, specchi e materiali di recupero. Il tutto saldando, fondendo, sbalzando e assemblando.
Ha lavorato inoltre, con parole, musica e luce, coinvolgendo amici artisti come Scanavino, Vincenzo Ferrari, Tadini, Piccoli, Sangregorio e altri. Le sue sculture sono presenti in collezioni pubbliche e private. La sua opera ha ispirato pubblicazioni, tesi di laurea e documentari.